# Harveycapsus
Harveycapsus is een geslacht van wantsen uit de familie van de Miridae (Blindwantsen). Het geslacht werd voor het eerst wetenschappelijk beschreven door Cassis in Symonds & Tatarnic.

## Soorten
Het genus bevat de volgende soort:

- Harveycapsus dimorpha Cassis, Symonds & Tatarnic, 2010